# Índice poblacional
En astronomía, el índice poblacional, normalmente notado como {\displaystyle r}, es uno de los parámetros que caracteriza una lluvia de meteoros. Determina la relación de brillo (y por tanto de masa) entre los miembros de un mismo enjambre.
La relación entre dos grupos de magnitud se establece por:
{\displaystyle r^{m}\,}
siendo {\displaystyle m} la diferencia de magnitudes.
Su perfil temporal suele ser característico en las lluvias anuales, aunque no es extraño que varíe cada año.